# Mother Jones (revista)
Mother Jones (abreviado MoJo) es una revista estadounidense y sitio web de tendencia progresista que realiza reportajes de investigación y noticias sobre política, medio ambiente, derechos humanos y cultura.
Sus editoras son Monika Bauerlein y Clara Jeffery, Madeleine Buckingham es su Chief Executive Officer y Steve Katz su editor desde 2010.
La misión del magacín homónimo es generar un periodismo revelador con información para construir un mundo más democrático.
Mother Jones es publicado por la Foundation for National Progress, organización sin ánimo de lucro de tipo 501(c)(3) y ambas tienen su sede en San Francisco con oficinas en Washington D. C. y Nueva York.
El magacín toma su nombre de Mary Harris Jones, llamada Mother Jones, activista y sindicalista norteamericana de origen irlandés, luchadora contra el trabajo infantil y autodenominada "hellraiser".

## Historia
Durante los primeros cinco años tras su fundación en 1976,Mother Jones contó con un consejo editorial, cuyos miembros se turnaban como editores jefes por períodos de un año. Entre quienes formaron parte del equipo editorial durante esos años se encontraban Adam Hochschild, Paul Jacobs, Richard Parker, Deborah Johnson, Jeffrey Bruce Klein, Mark Dowie, Amanda Spake, Zina Klapper y Deirdre English. Según Hochschild, Parker, «quien trabajó como editora y editora, se aseguró de que Mother Jones aprovechara al máximo el potencial del mundo editorial comercial».
Russ Rymer fue nombrado editor en jefe a principios de 2005, y bajo su mandato la revista publicó más ensayos y paquetes extensos de artículos sobre la violencia doméstica (julio/agosto de 2005),y el papel de la religión en la política (diciembre de 2005).
En agosto de 2006, Monika Bauerlein y Clara Jeffery fueron promovidas internamente a coeditoras de la revista. Bauerlein y Jeffery, quienes habían sido editoras interinas entre Cohn y Rymer, también fueron las principales responsables de algunos de los mayores éxitos de la revista en los últimos años, incluyendo un paquete sobre la financiación de ExxonMobil a los negacionistas del cambio climático (mayo/junio de 2005), que fue nominado al Premio Nacional de Revistas por su reportaje de Interés Público; un paquete sobre el rápido deterioro de la salud del océano (marzo/abril de 2006),y la extensa base de datos interactiva de la revista, la Cronología de la Guerra de Irak.
Como los primeros editores de la revista después de la generación del baby boom, Bauerlein y Jeffery contaron con un nuevo equipo de investigación compuesto por periodistas jóvenes y veteranos para aumentar la originalidad de sus reportajes, las herramientas de bases de datos web y los comentarios en el blog MotherJones.com. La portada de su primer número (noviembre de 2006) planteaba: «Evolucionar o morir: ¿Pueden los humanos superar la negación y afrontar el calentamiento global?»En 2015, Bauerlein asumió el cargo de director ejecutivo y Jeffery el de editor jefe único.
David Corn, ex editor de The Nation en Washington, se convirtió en jefe de la oficina de la recién creada oficina de la revista en D.C. en 2007.Otros miembros del personal de D.C. incluyen a la editora colaboradora de Washington Monthly, Stephanie Mencimer, el ex corresponsal de Village Voice, James Ridgeway, y Adam Serwer de The American Prospect.
Laurene Powell Jobs ha donado a Mother Jones a través de su LLC, Emerson Collective.
En diciembre de 2023, Mother Jones anunció que se fusionaría con The Center for Investigative Reporting.La fusión entró en vigor el 1 de febrero de 2024.

## Premios
Mother Jones ha sido finalista del National Magazine Awards en 31 ocasiones y ha ganado en siete de ellas (incluidas tres veces en la categoría de Excelencia General: en 2001, 2008 y 2010).
El Park Center for Independent Media nombró a Mother Jones ganador del quinto premio Izzy Award en abril de 2013, por "logro especial en medios independientes", por sus reportajes de 2012, incluyendo su análisis de la violencia armada en los Estados Unidos, la cobertura de la financiación de candidatos con dinero oscuro y la publicación de un video de Mitt Romney afirmando que el 47 por ciento de los ciudadanos de los Estados Unidos se ven a sí mismos como víctimas y dependen del gobierno.
En agosto de 2013, las coeditoras de Mother Jones, Monika Bauerlein y Clara Jeffery, ganaron el PEN/Nora Magid Award for Magazine Editing.También en 2010, Mother Jones ganó el Online News Association Award for Online Topical Reporting,y en 2011 ganó el Utne Reader Independent Press Award en la categoría Excelencia General.

## MotherJones.com
Además de las historias de la revista impresa, MotherJones.com ofrece contenido original los siete días de la semana. Durante la campaña presidencial de 2008, el periodista de MotherJones.com, David Corn, fue el primero en informar sobre la declaración de John McCain de que "le parecería bien" que el ejército estadounidense permaneciera en Irak durante "quizás cien años", y que lo que debería evaluarse no es su simple presencia, sino cuántas bajas se están produciendo. McCain afirmó que la presencia de fuerzas estadounidenses en Corea del Sur, Japón, Europa, Bosnia y otros países es una "política generalmente aceptada del multilateralismo estadounidense".También en 2008, MotherJones.com fue el primer medio en informar sobre Beckett Brown International, una empresa de seguridad que espiaba a grupos ambientalistas para corporaciones.
Ganador del Premio Webby "Elección del Público" en política en 2005 y 2006,MotherJones.com ha brindado una amplia cobertura de las guerras del Golfo, las campañas electorales presidenciales y otros eventos clave de la última década. Mother Jones comenzó a publicar su contenido en internet el 24 de noviembre de 1993, convirtiéndose en la primera revista de interés general del país en hacerlo.En el número de marzo/abril de 1996, la revista publicó el primer Mother Jones 400, una lista de los mayores donantes individuales a campañas políticas federales. La revista impresa enumeró a los 400 donantes en orden, con perfiles en miniatura y la cantidad aportada. MotherJones.com (entonces conocido como MoJo Wire) incluyó a los donantes en una base de datos con función de búsqueda.
En las elecciones de 2006, MotherJones.com fue el primero en publicar noticias sobre el uso de llamadas robotizadas,una noticia que TPM Muckraker y The New York Times recogieron. La base de datos interactiva Cronología de la Guerra de Irak,un proyecto interactivo en línea que se actualizaba continuamente, fue nominada al National Magazine Award en 2006.

## Controversias
A lo largo de su circulación, la revista Mother Jones ha sido objeto de críticas por la postura editorial del personal,la explotación de los pasantes,la mala interpretación de los datos sobre las personas sin hogar,y la promoción de valores que se perciben como incompatibles con los del homónimo de la revista, Mother Jones.
Michael Moore, propietario y editor de Michigan Voice, con sede en Flint, Michigan, durante diez años, siguió a Deirdre English y editó Mother Jones durante varios meses, hasta que fue despedido por motivos controvertidos. Matt Labash, de The Weekly Standard, informó que esto se debió a su negativa a publicar un artículo que criticaba el historial de derechos humanos de los sandinistas en Nicaragua, una opinión compartida por el columnista de The Nation, Alexander Cockburn, pero negada por Hochschild y otros en la revista.Moore cree que fue despedido debido a su reacción desafiante ante la negativa de la editorial a permitirle cubrir un reportaje sobre el cierre de la planta de GM en Flint.Moore también sentía que no había tenido la oportunidad de influir en la revista, y que muchos de los artículos publicados durante su etapa como editor ya habían sido encargados por English. Después de ser despedido en 1986, Moore demandó a Mother Jones por 2 millones de dólares por despido injustificado,pero llegó a un acuerdo con la compañía de seguros de la revista por 58.000 dólares, 8.000 dólares más que la oferta inicial.
En diciembre de 2013, Mother Jones fue criticada por sus prácticas laborales en relación con la contratación de becarios, como parte del Programa de Becas Ben Bagdikian. Este programa permitía a estudiantes universitarios inscribirse como becarios, quienes recibían un estipendio mensual de 1000 dólares mientras trabajaban para la revista en San Francisco. El escritor Charles Davis, de Vice, criticó esta práctica como explotadora, señalando que «un becario [que trabaja] en Mother Jones gana menos de 6 dólares por hora en un estado, California, que acaba de decidir aumentar el salario mínimo a 10 dólares». Tras la publicación del artículo, Mother Jones anunció que reformaría su presupuesto para proporcionar a los becarios un salario equivalente al mínimo de California. Según Davis, un exbecario alegó que el departamento de recursos humanos de la empresa le recomendó que se inscribiera para recibir cupones de alimentos.
La revista fue objeto de controversia a raíz de un artículo de octubre de 2016 sobre el supremacista blanco Richard B. Spencer, titulado "Conoce al elegante nacionalista blanco que se sube a la ola de Trump", que se interpretó como una imagen positiva de Spencer en contraste con su promoción de opiniones violentas y racistas.En respuesta a la controversia, Mother Jones eliminó un tuit que promocionaba el artículo, además de quitar la palabra "elegante" del título.El videojuego Wolfenstein II: The New Colossus de 2017 incluyó un artículo periodístico titulado "Conoce al elegante joven líder del KKK con un mensaje de esperanza". El sitio web de videojuegos Kotaku afirmó que la adición era "claramente un ataque a Mother Jones y a cualquier otro medio de comunicación que decida ponerse cursi con la supremacía blanca".En 2022, el periodista y crítico de medios Jesse Singal defendió la historia como un valioso ejemplo de periodismo de investigación y calificó a sus críticos de mal informados, escribiendo que "es casi imposible imaginar que un lector razonable la confunda con un artículo de propaganda". Singal citó la respuesta de las redes sociales al artículo como un ejemplo de lo que él vio como un problema creciente de calumnias contra los periodistas, y concluyó que "el guante de Twitter destruye constantemente el buen periodismo".
En agosto de 2017, el periodista y colaborador de Mother Jones, Glenn Greenwald, criticó un artículo publicado por la revista titulado "¿Está la gente disgustada por las personas sin hogar?", de Kevin Drum, quien, según Greenwald, utiliza estereotipos deshumanizantes sobre las personas sin hogar.Kevin Drum volvió a ser objeto de controversia en julio de 2019, cuando Naomi Lachance, de Fairness and Accuracy in Reporting, criticó la gestión de Drum de la huelga de Wayfair en una entrada de blog titulada "No entiendo la huelga de Wayfair".La huelga de Wayfair fue una protesta planificada por los trabajadores y empleados de la empresa de muebles para expresar su oposición a las empresas que contratan al ICE y otras agencias gubernamentales involucradas en la detención de presuntos inmigrantes indocumentados.En respuesta a la noticia de la huelga, Drum escribió: "¿Pero acaso no es nuestra queja principal que estos niños están siendo maltratados? ¿No deberíamos querer que las empresas le vendan al gobierno pasta de dientes, jabón, camas, etc.? ¿Qué me estoy perdiendo?"En respuesta a estos comentarios, Lachance escribió: "En un mundo cruel y violento, lleno de un cambio climático en aumento exponencial, desastres naturales, escasez de alimentos y guerras, la gente cruza fronteras en busca de un lugar donde tenga una mínima posibilidad de sobrevivir. Esa determinación por la vida debería celebrarse, no criminalizarse. Drum tiene una actitud xenófoba hacia los inmigrantes y profundamente vergonzosa para Mother Jones".
A finales de 2017, el periodista y columnista David Corn fue acusado de acoso sexual en el lugar de trabajo por exempleados que alegaron que el columnista había tenido "...comportamiento inapropiado en el lugar de trabajo, incluyendo tocamientos no deseados y bromas sobre violación".Estas acusaciones se publicaron en numerosos periódicos y revistas, incluyendo The Daily Beasty Politico.Mother Jones realizó una investigación interna de las acusaciones y concluyó que no había evidencia de mala conducta.